# Тетрабромид селена
Тетрабромид селена — бинарное неорганическое соединение
селена и брома
с формулой SeBr4,
оранжевые кристаллы,
разлагается в воде.

## Получение
- Медленное добавление брома к суспензии селена в сероуглероде:

{\displaystyle {\mathsf {Se+Br_{2}\ {\xrightarrow {}}\ SeBr_{4}}}}

## Физические свойства
Тетрабромид селена образует оранжевые гигроскопичные кристаллы
тригональной сингонии, пространственная группа P 31c, параметры ячейки a = 1,02 нм, c = 3,0351 нм, Z = 16
.

## Химические свойства
- Во влажном воздухе медленно разлагается в выделением брома, монобромид селена и селена.
- При нагревании выделяет бром.
- Реагирует с водой:

{\displaystyle {\mathsf {SeBr_{4}+3H_{2}O\ {\xrightarrow {}}\ H_{2}SeO_{3}+4HBr}}}